# Vanda subconcolor
Vanda subconcolor är en orkidéart som beskrevs av Tang och Fa Tsuan Wang. Vanda subconcolor ingår i släktet Vanda och familjen orkidéer. Inga underarter finns listade i Catalogue of Life.